# Martinroda

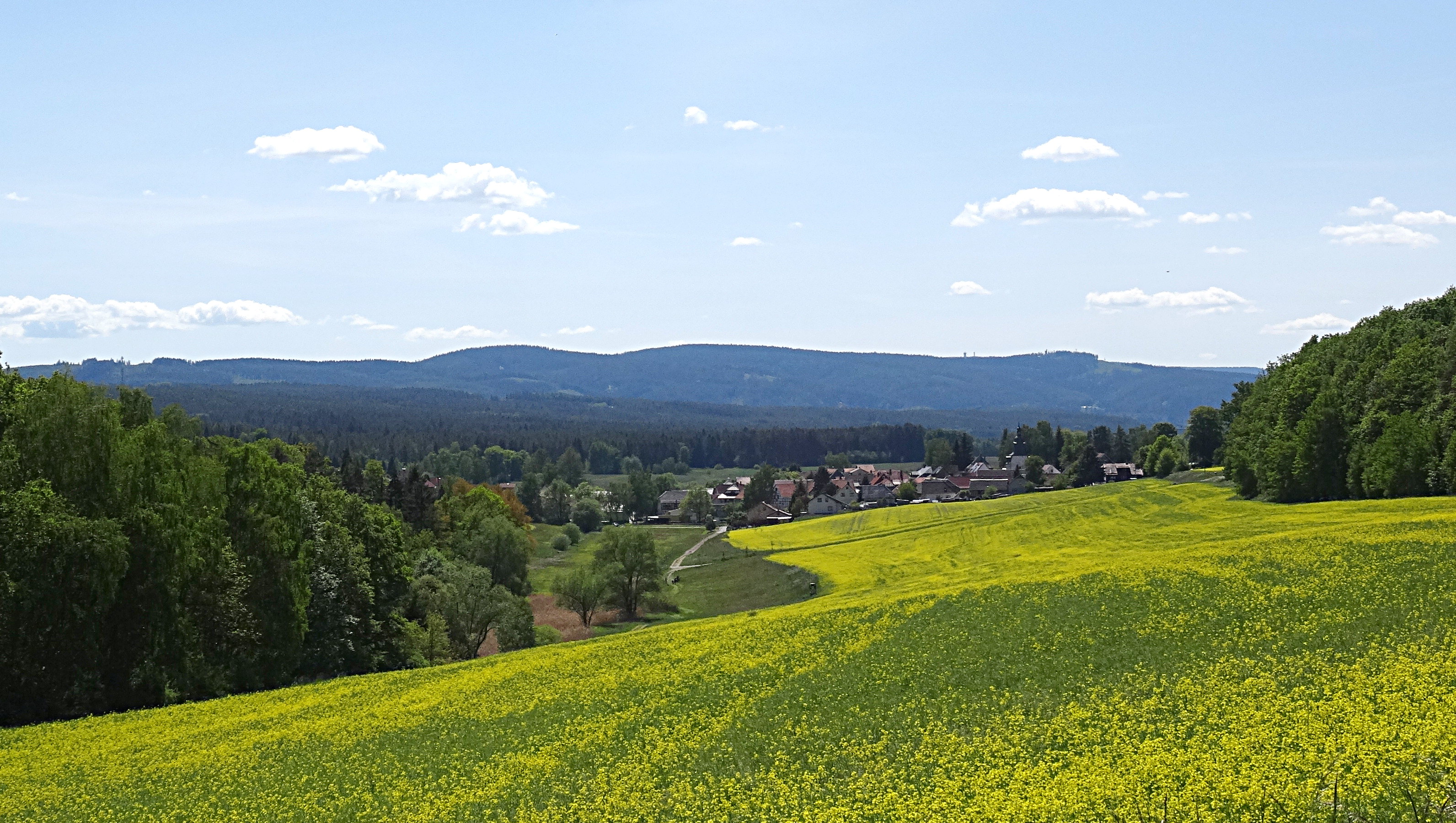
Martinroda von Osten und Thüringer Wald

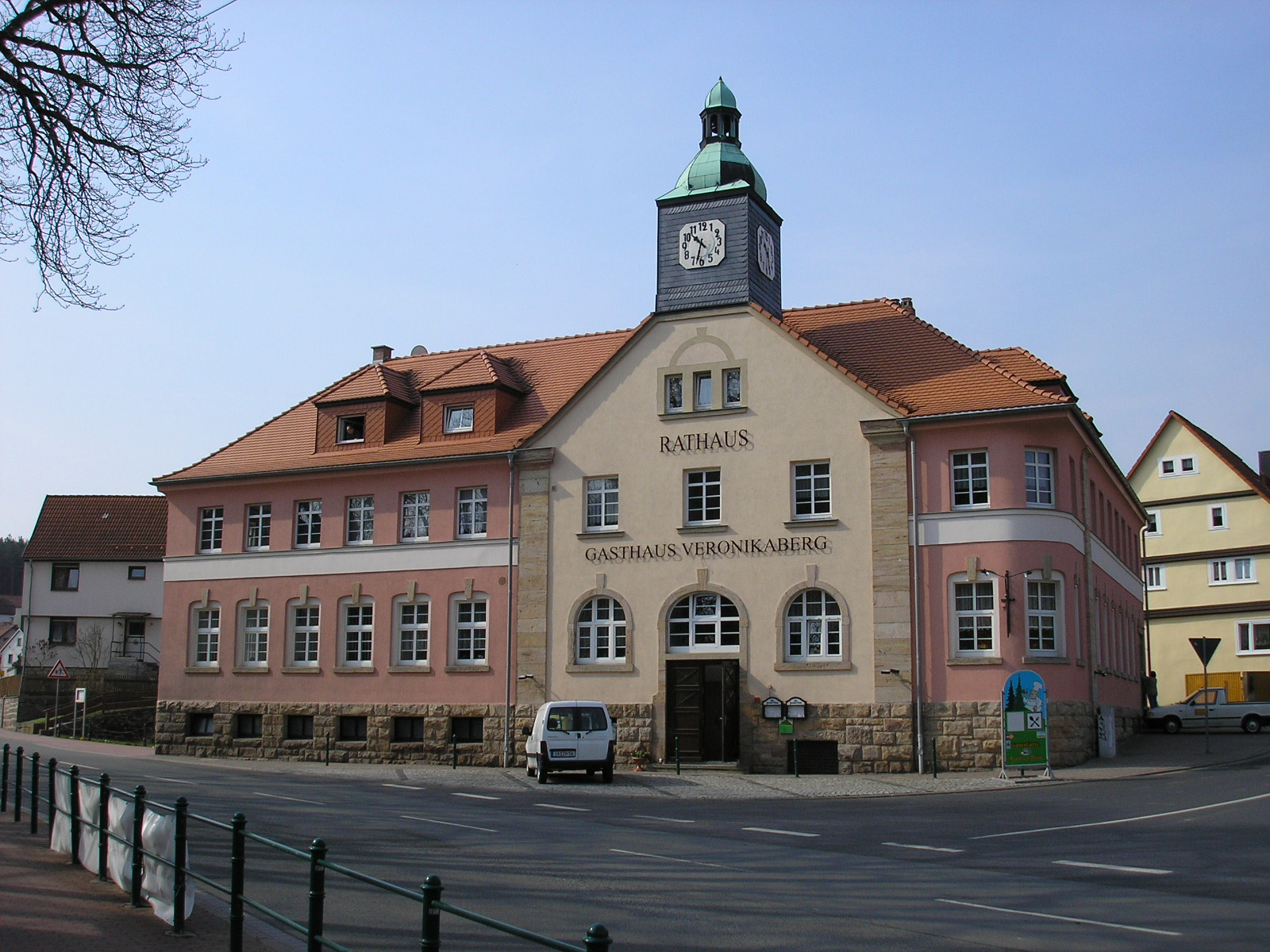
Rathaus

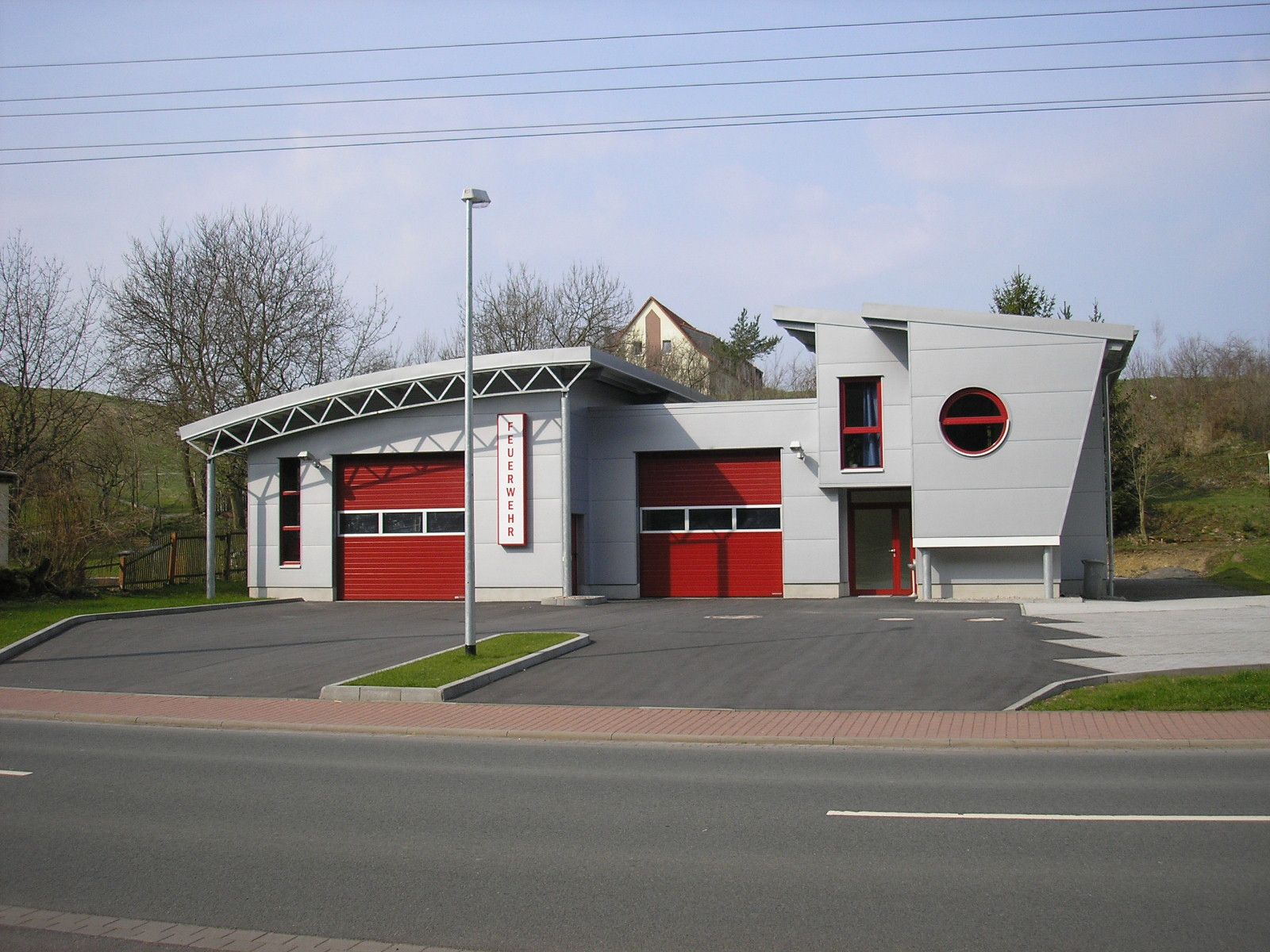
Feuerwehrhaus

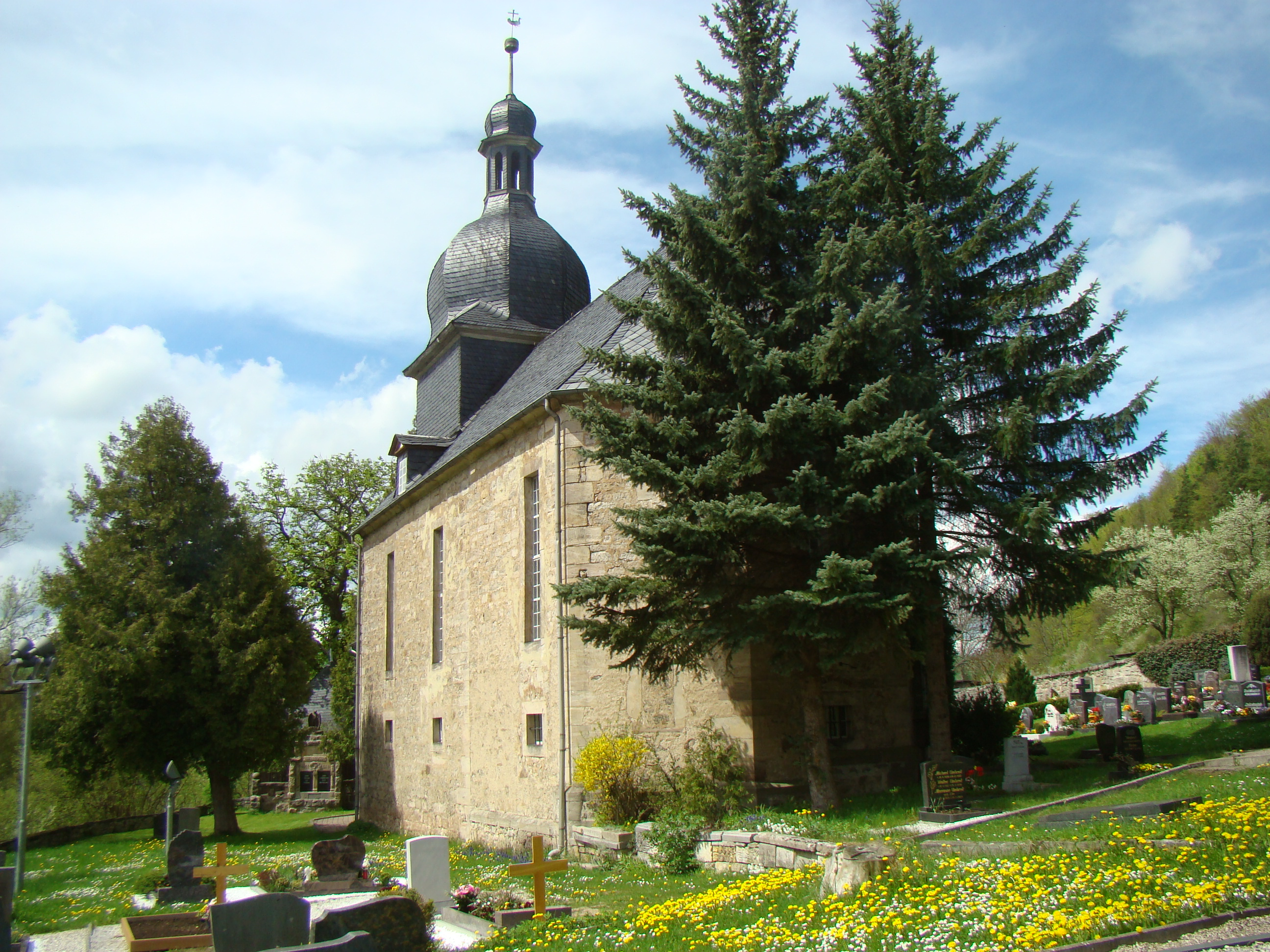
Dorfkirche

Martinroda ist eine politisch selbstständige Gemeinde im Ilm-Kreis in Thüringen in Deutschland an der Thüringer Porzellanstraße und gehört der Verwaltungsgemeinschaft Geratal/Plaue an.

## Geografie
Martinroda liegt zwischen dem Gehlberger Thüringer Wald im Süden und den Reinsbergen im Norden. Durch den Ort fließt, von Südwesten kommend, der Reichenbach, in den in Dorfmitte der Titterwind-Bach mündet, der aus entgegengesetzter Richtung kommt. Nach der Aufnahme des Titterwinds wendet sich der Reichenbach nach Norden, wo er nach etwa 8 km bei Plaue in die Zahme Gera einmündet. Markant in der Umgebung ist der Veronikaberg mit 552 m Höhe im NSG Veronikaberg, weitestgehend deckungsgleich mit dem Vogelschutzgebiet Große Luppe-Reinsberge-Veronikaberg. Der Veronikaberg ist die südlichste Spitze der Reinsberge. Er besteht aus Muschelkalk und ist von Buchen bewachsen. Nur 4 km südlich des Ortes liegt Ilmenau.

### Nachbargemeinden
Im Uhrzeigersinn, beginnend im Norden: Plaue, Ilmenau, Elgersburg, Geratal

### Gemeindegliederung
Neben dem Kernort Martinroda gehört der Ortsteil Angelroda zur Gemeinde.

## Geschichte
Die Gemeinde wurde 1219 erstmals als Mainharderode erwähnt. Hier soll ein Ritter Mainhard aus Arnstadt ein Gut gegründet haben. Der Ortsname wandelte sich mehrfach: Merdenroda (1500), Meinhart Rote (1559), Marterott. Als einer der ersten Orte stand das Dorf unter dem Schutz der nur 4 km entfernten Elgersburg. Die Reformation wurde in Martinroda, genau wie im Rest der damaligen Grafschaft Henneberg, 1544 eingeführt. 1508 kam der Ort zum Amt Ilmenau in der Grafschaft Henneberg-Schleusingen und gehörte seitdem zum Fränkischen Reichskreis. Wichtiger Erwerbszweig war damals die Bearbeitung und der Handel mit Eibenholz und den daraus gefertigten Gegenständen: Eimer, Bestecke, Schöpfgefäße, Dosen, Kästen, Bögen und Armbrüste. Auch die Rebpfähle wurden vielfach aus Eibenholz gefertigt. Auch im Unterwasserbau wurde dieses besonders haltbare Holz verwendet. Die Geschichte des Ortes ist eng mit der Ilmenaus verknüpft. So gehörte Martinroda immer zum gleichen Staat wie Ilmenau. 1583 kam Martinroda an Sachsen, die längste Zeit (von 1669 bis 1920) gehörte Martinroda zum Amt Ilmenau und dessen Nachfolger im Großherzogtum Sachsen-Weimar-Eisenach.
Martinroda lag im Mittelalter an der wichtigen Handelsstraße Erfurt–Nürnberg, deren Verlauf der heutigen B4 ähnelte. Diese Straße wurde von 1805 bis 1809 zwischen Plaue und Ilmenau befestigt. Sie trug den Namen Marienstraße nach der Herzogin, die ihren Bau einst finanzierte, Maria Pawlowna. Im Martinrodaer Ortsgebiet heißt die Hauptstraße noch heute Marienstraße. Die Straße nach Heyda wurde 1847 befestigt. Einen Bahnanschluss erhielt Martinroda 1879 an der Bahnstrecke Erfurt–Ilmenau. Der Bahnhof befindet sich jedoch etwas nördlich, außerhalb des Ortes (Lage→). 1883 bekam Martinroda ein Schulgebäude, das 1901 nochmals erweitert wurde. Die Martinrodaer bauten ehemals auch Quarzsand ab, der in Gruben rund um den Ort abgebaut und auf Märkten in der Umgebung verkauft wurde. Das brachte den Einwohnern den Namen Sandhasen ein. Es existieren auch zahlreiche volkstümliche Lieder und Gedichte über die Martinrodaer Sandhasen. Quarzsand wurde unter anderem in der Glas- und Porzellanfabrikation benötigt. In Martinroda gab es früher eine Porzellanfabrik. Sie wurde 1900 von Friedrich Eger gegründet. Der Anschluss ans Stromnetz fand in Martinroda 1911 statt. 1919 folgte die Gründung eines Postamtes. Die LPG des Ortes wurde am 22. Mai 1953 gegründet. Sie zählte zu den größeren im Kreis, wovon heute noch die Silos und weitere Betriebsanlagen am Bahnhof zeugen. Zum Beispiel wurde 1965 eine Milchviehzucht für 1000 Rinder errichtet. Von 1920 bis 1952 gehörte der Ort zum Landkreis Arnstadt. Der Landkreis wurde 1952 geteilt und Martinroda gehörte fortan zum Kreis Ilmenau. 1994 wurden die Kreise Ilmenau und Arnstadt unter dem Namen Ilm-Kreis wieder vereint.
Am 31. Dezember 2019 ließ sich die Gemeinde Angelroda nach Martinroda eingemeinden.

### Einwohnerentwicklung
| Jahr | Einwohner    |
| ---- | ------------ |
| 1804 | 0.411        |
| 1843 | 0.439        |
| 1939 | 1.171        |
| 1989 | 0.905        |
| 1995 | 0.900 Anm. 1 |
| 2000 | 0.932        |
| 2005 | 0.914        |
| 2010 | 0.865        |
| 2015 | 0.822        |
| 2020 | 1.190 Anm. 2 |

Anmerkungen:
Anm. 1  Datenquelle ab 1995: Thüringer Landesamt für Statistik, Werte jeweils vom 31. Dezember
Anm. 2  Werte ab 2020 inklusive des Ortsteils Angelroda

## Politik

### Gemeinderat
Der Rat der Gemeinde Martinroda besteht aus 12 Mitgliedern. Nach der Kommunalwahl am 26. Mai 2024 ergibt sich die folgende Zusammensetzung:
- Freie Wähler Martinroda: 7 Sitze
- Dorfleben Angelroda: 2 Sitze
- Freiwillige Feuerwehr der Gemeinde Martinroda e. V.: 1 Sitz
- Heimatverein Angelroda e. V.: 1 Sitz
- CDU: 1 Sitz

### Bürgermeisterin
Die ehrenamtliche Bürgermeisterin ist seit dem 1. Juli 2022 Babett Morgenbrod (Freie Wähler Martinroda).

## Kultur und Sehenswürdigkeiten

### Bauwerke
- Die Evangelische Kirche (Lage→) befindet sich mit ihrem ummauerten Friedhof, einer Friedhofskapelle und dem ehemaligen Pfarrhaus am nordöstlichen Ortsrand, unmittelbar am Fuße des Veronikabergs. Es handelt sich hierbei um eine kleine regionaltypische Feldstein-Kirche mit verschiefertem Turm und Dach, was für die Region typisch ist. Wann die Kirche errichtet wurde, ist unbekannt, der Bauart nach stammt sie aber aus der romanischen Zeit. Ihr heutiges Aussehen erhielt die kleine Kirche im Jahr 1720, als sie zu einer unverputzten barocken Saalkirche umgebaut wurde. Die Kirche weist verschiedene historische Ausstattungsteile auf und steht seit 1991 unter Denkmalschutz.[11][12]
- Das Rathaus Martinroda (Lage→).

### Sport
In Martinroda hat der 1997 wiedergegründete Fußballsportverein (FSV) Martinroda seinen Sitz. Der Verein wurde 2019 Thüringer Landesmeister und spielte daraufhin drei Spielzeiten in der fünfthöchsten Liga im deutschen Fußball. 2020 erreichte der Verein das Thüringer Fußball-Landespokalfinale.

### Die Legende vom versteckten Fass
1813 sollen die Bauern den Martinroda und Neusiß durchziehenden französischen Soldaten von den stark bewachten Planwagen ein Fass mit Gold gestohlen und in der Trockenen Gera (Zusammenfluss von Reichenbach und Titterwind) versteckt haben. Nach Abzug der Soldaten suchten die Bauern nach dem Fass, konnten es aber nicht mehr finden. Angeblich liegt der Schatz noch heute unter einer Brücke. Vielleicht handelt es sich aber auch um eine Legende, die man das Loch Ness von Martinroda nennen könnte.

## Wirtschaft und Verkehr
Martinroda ist von Landwirtschaft geprägt. Davon zeugen noch die Betriebsanlagen der ehemaligen LPG nördlich des Ortes. Hier ist heute eine Rindviehzucht untergebracht, deren Geruch weithin wahrnehmbar ist. Heute sind die meisten Einwohner Martinrodas Pendler, die nach Ilmenau zur Arbeit fahren. Die alten Industrieflächen am Bahnhof sind als Gewerbegebiet ausgewiesen.
Martinroda liegt an der Landesstraße 3004, einem ehemaligen Abschnitt der Bundesstraße 4, der Erfurt mit Ilmenau verbindet. Straßen führen außerdem nach Geraberg und Heyda. Der Ort hat auch einen Bahnanschluss an der Strecke Erfurt-Ilmenau. Der Bahnhof liegt ca. 2 km nördlich des Ortes.

## Persönlichkeiten
- Peter Sengelaub (1558–1622), Maler und Baumeister
- Paul Sauerbrey (1876–1932), Politiker (SPD), geboren in Martinroda
- Werner Georg Kimmerling (1913–1995), Marineoffizier, Schiffsingenieur der Reichs-, Kriegs- und Bundesmarine, zuletzt Flottillenadmiral und Inspizient Schiffstechnik im Marineamt, wurde am 23. März 1913 in Martinroda geboren